# Moessonwoud

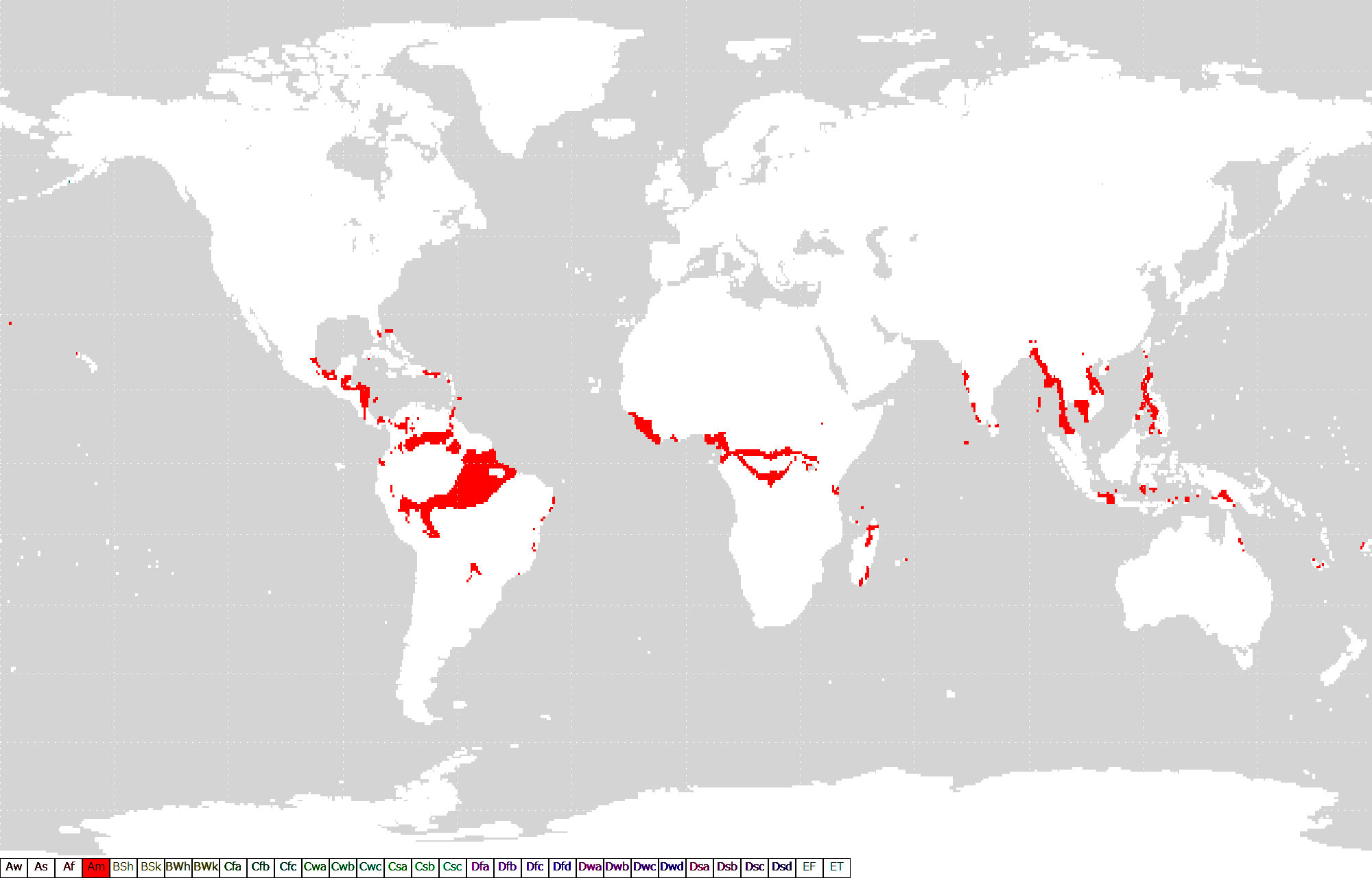
Gebieden met een moessonklimaat

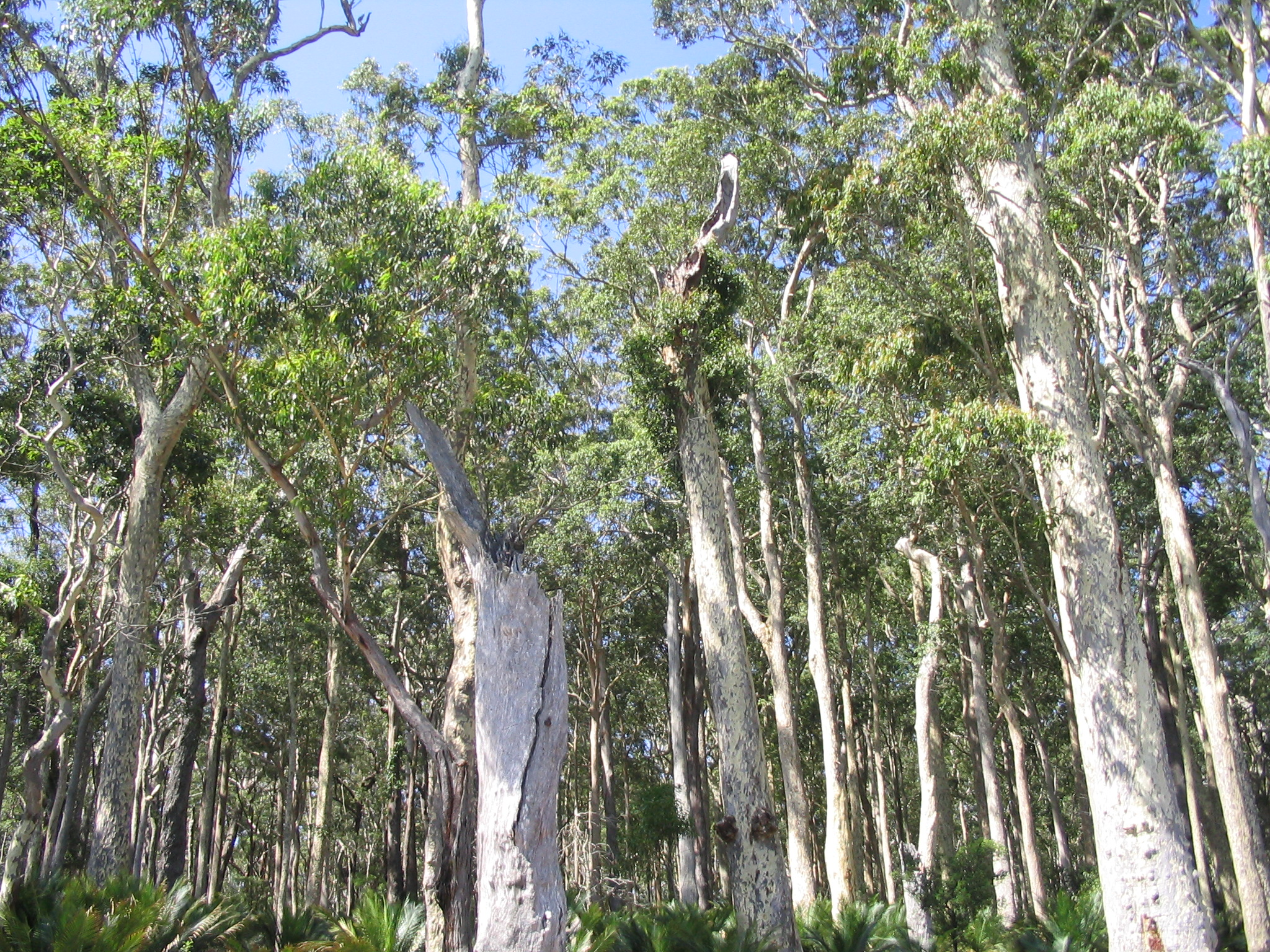
Eucalyptusbos in Noord-Australië

Een moessonwoud, ook passaatwoud of seizoenswoud genoemd, is de karakteristieke vegetatie als gevolg van een moessonklimaat met neerslag in de zomer en droogte in de winter. Dit klimaat komt verspreid voor in de tropen, vooral in India, Zuidoost-Azië, West-Afrika, het westen van Brazilië en het noorden van Australië. De door het warme zeewater opgewarmde lucht in de zomer zorgt voor zeer veel neerslag in de natte periode. Is de neerslag minder dan 1500 mm per jaar en is de droogteperiode langer dan vijf maanden gaat het moessonwoud geleidelijk over in (sub-)tropischen graslanden.

## Typerende eigenschappen
Een moessonwoud heeft overwegend bladverliezende bomen en bestaat uit twee etages. De bovenste etage wordt gevormd door de bomen en is ongeveer 25 tot 35 meter hoog. In de droge tijd verliezen deze bomen hun blad. De onderste etage bestaat uit groenblijvende struiken met daartussen vaak bamboe.

## Verschil met het vegetatietype tropisch regenwoud
Het moessonwoud is lager en de boomkruinen zijn minder dicht dan die van het tropisch regenwoud, waardoor ook de ondergroei verschillend is. Ook het aantal soorten is minder en de bodem is duidelijk droger dan bij het tropisch regenwoud. Daarnaast is er een duidelijke droogteperiode gedurende vier tot vijf maanden. De bloeitijd is voor veel soorten aan het eind of begin van de droogteperiode. De soortensamenstelling van de moessonwouden verschilt regionaal. Regionen met karakteristieke soorten hebben speciale namen gekregen. Bijvoorbeeld de salwouden van India (salboom), de teakwouden van Myanmar en Thailand (teakboom) en de eukalyptuswouden van Noord-Australië (eucalyptus).